# Campagne du Sinaï et de la Palestine
Pour les articles homonymes, voir Siège ou bataille de Gaza.
Première Guerre mondiale
Batailles
Front du Moyen-Orient
- Afrique du Nord
- Caucase
- Perse
- Dardanelles
- Mésopotamie
- Sinaï et Palestine
- Arménie
- Ctésiphon (11-1915)
- Kut-el-Amara (12-1915)
- Romani (8-1916)
- Magdhaba (12-1916)
- Révolte arabe
- Rafa (1-1917)
- Bagdad (3-1917)
- 1re Gaza (3-1917)
- 2e Gaza (4-1917)
- Aqaba (7-1917)
- Beer-Sheva (10-1917)
- 3e Gaza (11-1917)
- Jérusalem (12-1917)
- Megiddo (9-1918)
- Damas (9-1918)
- Alep (10-1918)

Front d'Europe de l’Ouest
Front italien
Front d'Europe de l'Est
Front des Balkans
Front africain
Bataille de l'Atlantique
La campagne du Sinaï et de la Palestine a pour théâtre le front du Moyen-Orient durant la Première Guerre mondiale. Cette série de batailles oppose les forces de l'Empire britannique, de l'Empire allemand et de l'Empire ottoman du 26 janvier 1915 au 31 octobre 1918, date à laquelle l'armistice de Moudros est signé entre l'Empire ottoman et la Triple-Entente.

## Offensives germano-ottomanes vers lecanal de Suez(1915-1916)
Au début de la guerre, le sultanat d'Égypte passe sous protectorat britannique. Le 26 janvier 1915, une armée ottomane commandée par Djemal Pacha entreprend la traversée du désert du Sinaï : la première offensive germano-turque contre le canal de Suez échoue face aux forces supérieures de l'Entente, appuyées par l'artillerie de la Royal Navy et de la marine française, et faute du soutien espéré de la population égyptienne.

### Forces en présence

#### Entente
Général John Maxwell
- Secteur de Suez
  - 30e brigade indienne
    - 24e et 76e régiments pendjabis
    - 126e régiment baloutche
    - 2/7 bataillon de Gurkhas

  - Un escadron de la brigade de cavalerie Imperial Service (en)
  - Une compagnie méhariste de Bikaner
  - Une demi-compagnie du génie
  - Une batterie d'artillerie
  - Une ambulance de campagne indienne
- Secteur d'Ismaïlia
  - 22e brigade de Lucknow
    - 62e et 92e régiments pendjabis
    - 2/10 bataillon de Gurkhas

  - 28e brigade indienne
    - 51e (Frontier Force) et 53e régiments sikhs

  - Un escadron de la brigade de cavalerie Imperial Service
  - 3 et demie compagnies méharistes de Bikaner
  - Section de mitrailleuses de l'Egyptian Camel Corps
  - Une brigade d'artillerie territoriale
  - Une batterie d'artillerie de montagne indienne
    - 2 ambulances de campagne indiennes
- Secteur d'El Qantara
  - 29e brigade indienne
    - 14e régiment sikh
    - 69e et 89e régiments pendjabis
    - 1/6 bataillon de Gurkhas

  - Un escadron de la brigade de cavalerie Imperial Service
  - Une demi-compagnie du génie
  - 2 batteries d'artillerie territoriale
  - 26e batterie d'artillerie de montagne
  - Train blindé avec une demi-compagnie d'infanterie indienne
  - Une station de télégraphie sans fil
  - Une ambulance de campagne indienne
  - Un détachement du Royal Army Medical Corps
- Escadre britannique
  - Croiseur protégé HMS Doris (en)
  - Croiseur protégé HMS Minerva (en)
  - Porte-hydravions HMS Anne (en) et HMS Raven II (en) (anciens cargos allemands capturés)[1]
- Escadre française
  - Croiseur protégé D'Entrecasteaux dans le Grand Lac Amer
  - Garde-côtes Le Requin à Ismaïlia puis dans le lac Timsah
  - Escadrille d'hydravions basée à Port-Saïd[2].

#### Empires centraux
Général Djemal Pacha
- 4e armée ottomane
  - VIIIe corps (en) (général allemand Friedrich Kress von Kressenstein)
    - 8e, 10e, 23e, 25e et 27e divisions d'infanterie
    - 9 batteries d'artillerie de campagne
    - Une batterie d'obusiers de 150

En 1916, les Germano-Ottomans tentent une seconde offensive contre le canal de Suez. Mais la bataille de Romani (3-5 août 1916) s'achève encore par une retraite ottomane.

## Guérilla arabe et offensive britannique en Palestine
En 1917, les Britanniques étendent leur zone d'opération contre la Palestine ottomane dans deux batailles infructueuses à Gaza en mars et avril. Le 26 mars 1917, le général britannique Archibald Murray commence à envahir la province ottomane en tentant de percer la ligne Gaza-Beer-Sheva avec 16 000 soldats. L'attaque dirigée par les unités sous les ordres du général Charles Dobell est tenue en échec en raison d'une mauvaise organisation des Britanniques, d'un manque de communication entre les unités d'infanterie et de cavalerie, d'une pénurie d'eau potable et de la résistance ottomane.
Les Ottomans, renforcés par les Allemands de l'Asien-Korps, disposent du même nombre de soldats dans ce qui deviendra la première bataille de Gaza. Ils perdent 2 500 hommes lors des combats tandis que les pertes britanniques s'élèvent à près de 4 000 hommes. Murray est cependant autorisé à lancer une deuxième attaque contre les Ottomans.
Le 27 juin 1917, Murray est remplacé par Edmund Allenby qui donne une nouvelle impulsion à l'offensive. Après six mois de préparatifs, en octobre, l'Egyptian Expeditionary Force prend Beer-Sheva et une semaine plus tard l'ensemble du secteur de Gaza. Elle progresse par la suite vers le nord de Jaffa à la mi-novembre et dans les collines de Judée et livre la bataille de Jérusalem en décembre. La Ville sainte est occupée le 11 décembre 1917.

### Les Hachémites dans le conflit
À la suite d'une attaque infructueuse sur Médine, les forces de la Révolte arabe sous le commandement de l'émir Fayçal étaient sur la défensive face aux Turcs. Lawrence, envoyé par le général Archibald Murray, commandant du corps expéditionnaire d’Égypte, pour opérer en tant que conseiller militaire auprès de Fayçal, tira enseignement de l'expédition sur El-Ouedj (opération amphibie) et se dit que l'on ne pourrait pas répéter ce genre d'entreprise à Aqaba, car prendre le port ne suffisait pas en soi, il fallait aussi contrôler l'oued Ithm entre Aqaba et Maan (ville située sur le parcours du chemin de fer Damas-Médine). Fort de ce raisonnement, Lawrence parvint à convaincre Fayçal de lancer une attaque contre Aqaba, mais depuis l'intérieur avec l'aide des tribus locales, et non à la suite d'un débarquement. Aqaba était un port occupé par une garnison turque dans l'actuelle Jordanie, pouvant menacer les forces britanniques opérant en Palestine. Les Turcs s'en servirent également comme base en 1915 pour attaquer le canal de Suez. Il fut également suggéré que Fayçal prenne le port comme moyen pour les Anglais d'approvisionner les forces arabes. Bien qu'il ne prît pas lui-même part à la bataille, (son cousin le cherif Nasir ibn Hussein agissait en tant que chef des troupes arabes), Fayçal mit à disposition de Lawrence un grand nombre de ses hommes. Lawrence s'aida également du concours d'Aouda Abou Tayi, chef de la tribu bédouine des Howeitat, ce qui lui permit de se lancer accompagné d'une large troupe dans cette expédition.
Aqaba n'était pas en soi un obstacle militaire majeur ; il s'agissait d'un village simplement gardé par un fortin occupé par une garnison visant à prévenir une attaque par la péninsule du Sinaï. La difficulté principale de l'expédition était la traversée du désert du Néfoud, généralement considérée comme impossible.

### Percée britannique vers la Syrie et conclusion du conflit
Entre février et septembre 1918, les troupes ottomanes parviennent à stabiliser le front palestinien au nord de Jérusalem.
La bataille de Megiddo (16-21 septembre 1918), en Galilée, relance l'offensive britannique et porte un coup décisif à l'armée ottomane en pleine déroute. Les troupes britanniques sont conduites par les 3e troupes légères montées australiennes, précédées par des troupes de guérilla arabes. Ces dernières, en réponse aux atrocités turques commises contre des villages arabes rebelles, feront peu ou pas de prisonniers : les 27 et 28 septembre, plusieurs centaines de Turcs (et quelques Allemands et Autrichiens) sont massacrés.
Les Britanniques et leurs alliés arabes continuent leur avance, entrent dans Damas les 30 septembre et 1er octobre, faisant près de 20 000 prisonniers ; Beyrouth est évacuée par les Ottomans le 30 septembre, Homs le 16 octobre. Les Alliés atteignent Alep, à 300 km au nord, que défendent les restes du groupe d'armées Yildirim (en) (4e, 7e et 8e armées ottomanes) commandés par Otto Liman von Sanders et Mustafa Kemal. Les forces d'Allenby et du chérif Fayçal remportent la bataille d'Alep (1918) les 25-26 octobre et s'emparent de la ville le 26 octobre.
Le 30 octobre 1918, à la suite de la percée franco-serbe en Macédoine qui menace Constantinople, l'armistice de Moudros est signé, mettant fin aux hostilités. Seule la garnison turque de Médine refuse de se rendre aux Arabes et résiste jusqu'au 19 janvier 1919.